# Bishop's Nympton
Bishop's Nympton è un villaggio e parrocchia civile dell'Inghilterra, appartenente alla contea del Devon.